# Диосмийлютеций
Диосмийлютеций — бинарное неорганическое соединение, интерметаллид
осмия и лютеция
с формулой LuOs2,
кристаллы.

## Получение
- Сплавление стехиометрических количеств чистых веществ:

{\displaystyle {\mathsf {2\,Os+Lu\ {\xrightarrow {T}}\ LuOs_{2}}}}

## Физические свойства
Диосмийлютеций образует кристаллы
гексагональной сингонии,
пространственная группа P 63/mmc,
параметры ячейки a = 0,5254 нм, c = 0,8661 нм, Z = 4,
структура типа дицинкмагния MgZn2 (фаза Лавеса)
.